# Biroella fissa
Biroella fissa är en insektsart som beskrevs av Bolívar, C. 1930. Biroella fissa ingår i släktet Biroella och familjen Morabidae. Inga underarter finns listade i Catalogue of Life.